# For Every Leaf that Falls
For Every Leaf that Falls è un EP pubblicato dalla doom/death metal band Novembers Doom nel 1997. Il lavoro è stato ripubblicato, corredato di due tracce live e del video di "Within My Flesh", assieme alla ristampa di "To Welcome the Fade" riedita in suite di 2 cd nel 2004.

## Tracce
1. For Every Leaf That Falls
2. The Jealous Sun
3. Dawn Breaks

## Formazione
- Paul Kuhr - voce
- Eric Burnley - chitarra
- Mary Bielich - basso
- Abbas Jaffary - batteria
- Cj Hejna - voce